# 正岡容
正岡 容（まさおか いるる、1904年（明治37年）12月20日 - 1958年（昭和33年）12月7日）は、日本の作家、落語・寄席研究家。歌舞伎役者の6代目尾上菊五郎の座付作者ともいわれた。前名は平井 蓉（ひらい いるる）。芥川龍之介に褒められ、永井荷風を激怒させ、安藤鶴夫を妬み、稲垣足穂、金子光晴を友とした大衆芸能研究者。
詩人の平井功（1907〜32）は実弟。翻訳家の平井イサクはその子で、正岡にとっては甥にあたる。

## 来歴
東京市神田区生まれ、医師平井成の長男。3歳の時、浅草花川戸に住む母方の大叔父・正岡藤蔵家にあずけられると乳母の手で育てられ、1910年（明治43年）12月27日、正岡家の養子に入る。
京華中学校在学中、短歌を吉井勇、戯曲を久保田万太郎、川柳を阪井久良伎に学び、それぞれの弟子を自称する。1922年（大正11年） 、日本大学芸術科選科入学。歌集『新堀端』、小説紀行集『東海道宿場しぐれ』を発表。1923年（大正12年）、『文藝春秋』に発表した小説『江戸再来記』が芥川龍之介に絶賛されたのを機に文筆活動に入り、大学は中退する。8月、『東邦芸術』の同人となる。
同年9月、関東大震災に遭遇し関西へ放浪の旅へ。1925年（大正14年）の秋に3代目三遊亭圓馬夫妻の紹介で石橋幸子と結婚し、大阪市に居住。圓馬に師事して「文士落語」「漫談」で各所に出演し、文筆でも『新小説』に「明治開花期の落語について」を発表するなど執筆量も増加した。のち、記者時代の真杉静枝と恋に落ちて情死を図ったが未遂に終わる。弟子の大西信行によると、昭和2年に正岡が服毒して自殺未遂をしたのは事実だが、その原因は真杉でなく、家庭のごたごたと堀江の芸者との破局だったという。北村兼子とともに、掛け合い漫談をレコードに吹きこんだこともある。
1929年（昭和4年）、大阪で知った女性・照子と小田原に移住。翌年、名古屋で「文芸落語発表会」を開催。この頃、まだ次郎時代の二代目玉川勝太郎に「蛇園村の切込」（『天保水滸伝』）の台本を提供。以後、勝太郎とは二人会を開くなど、親交を深める。
1931年（昭和6年）、東京市滝野川区西ケ原に移転。1933年（昭和8年）、名の蓉から草かんむりを除き、容に改める。翌年より雑誌『食道楽』の主筆を務める。
1935年（昭和10年）、西尾チカと結婚し、小岩で所帯を持つ。この年、小島政二郎に入門して小説を再修業。1937年（昭和12年）、勝太郎に「平手造酒の最後」「笹川の花会」（『天保水滸伝』）などの台本を提供。「〽利根の川風袂（たもと）に入れて」で始まる外題付けは勝太郎の名調子もあって全国津々浦々に広まった。
1941年（昭和16年）、舞踏家の花園歌子と結婚し、大塚巣鴨に転居。太平洋戦争の直前、雑誌『日の出』に発表した『圓太郎馬車』が古川緑波主演により舞台化、1941年（昭和16年）4月に有楽座で上演される。同年６月に同誌に発表した『置土産』が直木賞候補となる。
その後も、江戸期の戯作本の研究から明治大正期の寄席芸能に関する論文やエッセイ、自作の落語の台本を精力的に発表する。浪曲でも初代相模太郎に台本を提供した『灰神楽三太郎』をはじめ、複数の台本を提供している。また『圓太郎馬車』に続いて『日の出』に発表した『浪花節更紗』は吉川繁吉（後の桃中軒雲右衛門）が梅車の妻おはまと駆け落ちの際、捨てられた弟子で後の木村重松に材を取った短編小説である。
また戦争中の1943年の自著『随筆寄席風俗』（三杏書院）では、1940年に当時の講談落語協会が制定した禁演落語について、「どうも今次の新体制に対する演芸界の連中にはこの種のゆきすぎがまことに少なくないようである」「これを時局便乗と云わずして何であろう」と批判、禁演とされた『つるつる』について「至純の恋愛であるを単なる夜這いと曲解して落第点を附している」と評し、「遠からず禁演落語は角度を改めて再検討し直さなければなるまいと確信している」と記した。同書では、時局に迎合する形で作られた国策落語についても「よくよく名作名演技以外は放送にも寄席公演にもあまり採上げたくない」と、落語としての価値に否定的な見解を示した（国民学校や婦人会での「余興」には大いに上演すればよいとも述べている）。正岡が編纂して1942年8月に刊行された『昭和落語名作選集』（協栄出版社）では、新作であっても時局に迎合しないような作品を収録し、同時代の他の落語集とは一線を画す内容で、3代目桂米朝は『上方落語ノート』で「当時の新作落語集としては非常に良心的な本」と評した。さらに正岡は1942年11月から1944年10月まで、8月を除く毎月、大塚鈴本演芸場で「寄席文化向上会」を中心となって開催し、その中では国策落語は全く採り上げない一方、禁演落語に数えられていた『三枚起請』を2回にわたって実演させた（演者は2代目桂小文治と5代目笑福亭松鶴）ことが、『完本正岡容寄席随筆集』に資料として収録されたプログラムにより確認できる。特に5代目松鶴に口演させた1943年11月の第11回のプログラムには「当会は自粛禁演落語当不当の再検討、便乗落語の徹底排撃、江戸伝統情操落語の高揚を終生の目的たらしめ度く、今回は大阪落語の至宝笑福亭松鶴君に来演」と記している。
1945年（昭和20年）、東京大空襲により自宅が全焼し、秋田県に疎開し、妻の花園の舞踊で農村や軍需工場を回り、糊口をしのいだ。その年の11月、川柳の師であった阪井久良伎の紹介により千葉県市川市真間に移住すると1953年（昭和28年）10月まで住んだ。この間、『天保水滸伝』の舞台である下総一帯を頻繁に訪れている。
1958年（昭和33年）12月7日、頚動脈破裂のため慶應義塾大学病院で死去。墓所は台東区玉林寺、戒名は「嘯風院文彩容堂居士」。死の数日前に詠んだ辞世の歌が残る。
打ち出しの 太鼓聞えぬ 真打は まだ二三席 やりたけれども

## 家族
- 父・平井成 ‐ 軍医。父を憎悪していた容によると、父は容の母を含む3人の女性に子を作っては逃げ、長男の自分を養子にやるほど自分を憎んでいたという[22]。
- 母・とめ（-1965） ‐ 容が14歳から同居した。浮気がちな夫が看護婦と子まで生したうえに、三男（容の次弟）が夭逝し、1923年に離婚、自身もその後何度か結婚し、82歳で死去[23]。容は自分を愛した祖父母を母が虐待し、自分が売れるまでは不良少年と蔑みながら、世に出ると態度を豹変させたと感じた。憎しみを抱いた容は、母の引き取りを親戚からたびたび要請されたが了承を引き延ばした[22]。
- 養父・正岡藤蔵（-1922） ‐ 花川戸の質屋「三河屋」の経営者。母方の大叔父。裕福な家だったが、子がなく、幼い容を養子とした。乳母のコトは容をとても可愛がり、のちに結婚して桑原甲子雄の母となった[24]。
- 弟・平井功（1907-1932） ‐ 詩人。ずばぬけた秀才で、両親は功の望みは何事も叶えてやっていたが夭折した[25]。
- 妻・石岡幸子(ゆきこ、1907-1971) ‐ 松島遊廓の妓楼「梅鉢楼」の娘[26]。三遊亭圓馬の紹介で1925年に結婚（未入籍）。容は随筆で妻はお茶屋の娘なのに芝居も噺もまるで知らず、自分と合わなかったが、子がいるので別れる訳にはいかず悩みつづけたとある[22]。生活は幸子の実家頼りにもかかわらず酒と女にあけくれる容に呆れた親が入籍を許さず、1927年の容の自殺未遂を機に離婚[26]。1929年に妓楼を廃業したため幸子は料亭の仲居として生涯働き、64歳で自死した[27]。
  - 娘・美代子／鈴子 ‐ 両親が離婚後、二人とも旅芸人の大伯父に預けられ、一座の子役となったのち、圓馬の家に引き取られた[26]。二女はその後宝塚歌劇団の生徒を経て、戦後、女優を志して大阪芸術座に入団したが、1947年に妻子持ちの演出家・土田知博と心中[28]。娘の死を題材に容は『牡丹散りつくし』を発表した[28]。
- 妻・照子 ‐ 大阪のカフェの女給。未入籍。
- 妻・西尾チカ（1897-） ‐ 編集者。1936年に結婚、1941年離婚。[29]
- 妻・黒瀬直（花園歌子、1906-1982） ‐ 舞踏家。1942年に結婚。[29]
  - 養女・正岡淳子（春美） ‐ 花園歌子の弟子
- 妻・野波寿子（1928-） ‐ 編集者。容死亡時の親族。歌子と入籍のままだったため未入籍。

## 人物
喜怒哀楽が激しく、賑やかな人柄と、類のない独特の笑い方から「ジャズ」という綽名があった。無類の酒好きだが酒癖が悪くわがままな性格も知られていた。妻は体調と世間体を気にして酒に水を混ぜていたが、本人も「増量」のためサイダーをよく混ぜていたという。機嫌が良い時は自分が所蔵する演芸レコードを弟子に聴かせ、機嫌が悪い時は弟子を破門したり、友人と絶交したりなどは日常茶飯事で、しかしすぐに心変わりして仲直りした。3代目桂米朝とは親密な仲で、関西が拠点だったためか破門したことは一度もなく、何かあるごとに手紙を送った。
関東大震災で離れた東京に戻る際、売れない噺家ふたりの暮らす小田原で共同生活し、原稿を東京に送って暮らしていた。だが貧窮が極まり、飼っていた3匹の犬が次々に餓死した。そのためか戦後は猫を何匹も飼っていたが、食事中に猫が物をほしがると、自分が食べているものを手に吐いて与えるほどの気の遣いようだった。正岡の懐事情が改善することはついになく、楽屋に出入りして「センセイ」と呼ばれるようになっても、陰で「セコ正」とよばれる倹約家だった。
大正末から昭和初期にかけて、自身で落語を十数枚のSPレコードに吹き込んでいる。そのレコードを愛好していつも聞いていた大阪のカフェーの女を、一時、妻にしていたこともある。
その性格から文壇では孤立した存在だったが、若い時分からの寄席通であり、落語、講談、浪曲などの大衆芸能の啓蒙に努めた（「#交友」を参照）。特に戦中戦後の重苦しい時勢下、著述や研究会などを精力的に行い、当時の知識人や学生に寄席の魅力を広めた功績は大きい。
東京生まれだが、大阪にも長く住んでいたため東西の芸能に精通し、5代目笑福亭松鶴、4代目桂米團治らと上方落語の復興を推進。上方落語を東京へ紹介するとともに、吉本興業の林正之助には漫才偏重方針を批判する書簡を送った。なお、米朝の落語界入りも正岡の強い勧めによるものである。また、自著『初代桂春團治研究』（1942年）で、当時邪道とされていた初代桂春団治の芸を評価している。

## 交友
作家としては、永井荷風、岡本綺堂、吉井勇らの影響を受けており、大泉黒石、稲垣足穂、徳川夢声らと交友があった。また弟子には小沢昭一、大西信行、永井啓夫、3代目桂米朝、鶯春亭梅橋、初代金原亭馬の助、都筑道夫、加藤武、小島貞二などがいる。5代目古今亭今輔の『お婆さん落語』の台本を書いた「鈴木みちを」は京華中学校時代の同級生。3代目桂米之助は、落語家になる前の少年時代に実家の映画館で入手したポスターや資料を正岡に送って知遇を得たが、ポスターを寄贈した古川ロッパの言葉から、米之助を「印刷屋の息子」と思い込んでいたという。
正岡は永井荷風を崇拝していたが、その永井がしばしば正岡宅を訪れるようになり、正岡は驚喜した。しかし永井は、実は妻の花園歌子が目当てだったという。
3代目三遊亭圓馬に師事して親子のように交流し、多くの演目を覚えて高座にも上がっている。
安藤鶴夫とはライバルで、犬猿の仲だった。ある雑誌の座談会の帰途、酔って安藤に暴力をふるったこともある。正岡の死後、安藤が『巷談本牧亭』で直木賞を受賞したとき、正岡の弟子たちは「先生が生きておられたら、荒れて荒れてたいへんだったろうなあ」と安堵したほどだったという。
玉川太郎（初代玉川勝太郎の弟子。のちの小金井太郎）という浪曲師を評価していて、自分の貸家の二階を彼にまた貸ししていた。だが正岡は家賃滞納で、玉川には内緒で夜逃げ同然の引越をした。玉川は怒りのあまり酒に酔って、引越し先に刃物を持って乗り込む大騒ぎになっている。
その弟弟子の玉川次郎（のちの2代目玉川勝太郎）には『天保水滸伝』をはじめ多くの浪曲台本を提供した。勝太郎が昭和29年に書いたコラムによれば「それから彼は僕のために「西部戦線異常なし」だとか「切られお富」だとかたくさんの台本を書いてくれ、大トランクいっぱいになっている」。また昭和19年に刊行された『雲右衛門以後』の扉絵は勝太郎が描いており、正岡はあとがきで「私の多難な小説道修業に多くの友情を注いで呉れてゐたそのころの厚誼を記念し度く玉川勝太郎君には、扉絵を描いて貰った」とその思いを綴っている。
3代目三遊亭圓歌は弟子ではないが、正岡の没後、記念碑を建てる際に資金の寄付を行なったので記念碑には弟子らと共に彼の名が刻まれている。圓歌自身は正岡の弟子だと公言している。

## 評価
安藤鶴夫は次のように述べた。「あんなに寄席というもののすきなひとを、わたしは知らない。その点、わたしなんか、正岡容の、百分の一、千分の一、といっていいだろう。文学もむろん好きだったけれど、やっぱり寄席を愛して上の、あくまで、そういう市井の文学を愛した気配がある。寄席の楽しさを、寄席の抒情を、正岡容くらい、正直な感傷的なことばで、たたえ、書いた人もほかにはない。」。
3代目桂米朝は正岡容について「大きく評価したいのは、戦中戦後にかけて、学生層を含めて若い人々に、また、いわゆるインテリ層へ、寄席、落語への興味をもたせたこと（中略）戦後間もない各大学の落語研究会は、多かれ少なかれ、みな正岡容の影響を受けている。落語はもとより、講談、浪曲、寄席演芸の味わい方をいろんな文章で示し、これらを読んだ読者の足を実際に寄席に運ばせた。これは凄いこと」であると記した。
大西信行は、「安藤鶴夫ことアンツルさんの強烈な好き嫌いが正岡にはなく、正岡容の芸と芸人に対するふところの深さが（中略）若者たちまで受け入れて『むかしの寄席にも三語楼や小勝がいたよ』と、やさしく笑顔で話しかけてくれる正岡はとっつきのいい先生で、この人ならなんでも訊ける安心感が嬉しかった。」と評した。
永井啓夫は「崩れ行く江戸市井の芸能のために先生がつくされた業績はまことに大きく尊いものといわなけらばならない。」と書いている。

## 著書
| 書名                                                                             | 新編 | 備考                                 |
| -------------------------------------------------------------------------------- | --- | ------------------------------------ |
| 『東海道宿場しぐれ』岡崎屋書店、1922年                                           | | 正岡ゐるゝ名義。                     |
| 『影繪は踊る 東京夜曲』新作社、1923年                                            | | 正岡ゐるゝ名義。                     |
| 『風船紛失記』改善社、1926年                                                     | | 正岡蓉名義。                         |
| 『日日好日集』風流陣發行所、1940年                                               | |                                      |
| 『圓太郎馬車』三杏書院、1941年                                                   | 『圓太郎馬車 正岡容寄席小説集』〈河出文庫〉、2007年 | 『#正岡容集覧』（1976年）にも収載 。 |
| 『狐祭』學藝社、1942年                                                           | |                                      |
| 『圓朝』三杏書院、1943年                                                         | |                                      |
| 『膝栗毛の出來るまで』東光堂、1943年                                             | | [ 37 ]                               |
| 『雲右衞門以後』文林堂雙魚房、1944年                                             | |                                      |
| 『随筆百花園』勞働文化社、1946年                                                 | |                                      |
| 『寄席行燈』柳書房、1946年                                                       | | [ 38 ]                               |
| 『下町育ち』新月書房、1947年                                                     | |                                      |
| 『圓朝 愛慾篇』東光堂、1947年                                                    | 『小説圓朝』〈河出文庫〉、2005年 |                                      |
| 『荷風前後』好江書房、1948年                                                     | |                                      |
| 『東京恋慕帖』好江書房〈青空文庫〉、1948（昭和23）年12月20日。 NCID BB05258347。 | 『東京恋慕帖』筑摩書房〈ちくま学芸文庫〉、2004年。 NCID BA6895609X。ISBN 4480088806。 |                                      |
| 『キネオラマ恋の夕焼』白夜書房、1949年                                           | |                                      |
| 『艶色落語講談鑑賞』あまとりあ社、1952年12月。                                   | |                                      |
| 『風流艶色寄席』あまとりあ社、1955年                                             | | [ 40 ]                               |
| 『明治東京風俗語事典』有光書房、1957年                                           | 『明治東京風俗語事典』〈ちくま学芸文庫〉、2001年 |                                      |
| 『灰神楽三太郎』南旺社、1958年                                                   | 正岡容（作・脚色）、相模太郎（浪曲師）、佐野とよ（三味線）「灰神楽三太郎 : 道中日記伊勢の巻」『浪曲さわり集ベスト』King Records、2017年。 NCID BB28665306。                                      |                                      |
| 『随筆寄席囃子』古賀書店、1967年                                                 | 『寄席囃子 : 正岡容寄席随筆集』〈河出文庫〉、2007年 |                                      |
| 『随筆寄席囃子』古賀書店、1967年                                                 | 桂米朝、小沢昭一 編『完本 正岡容寄席随筆』岩波書店、2007年。 - 収録作：『随筆寄席風俗』『随筆寄席囃子』『随筆寄席行燈』『艶色落語講談鑑賞（抄）』                                                |                                      |
| 『日本浪曲史』南北社、1968年                                                     | 『定本日本浪曲史』大西信行 編、岩波書店、2009年 |                                      |
| 『寄席恋慕帖』日本古書通信社、1971年                                             | |                                      |
|                                                                                  | 小沢昭一、和田芳恵、富士正晴ほか 編『正岡容集覧』金子光晴 監修（限定版）、仮面社、1976年。 NCID BN07119517。 - 永井啓夫「年譜」 - 小沢昭一、大西信行、桂米朝「鼎談： 師正岡容を語る」 - 収録作： |                                      |
| 書名                                                                             | 新編 | 備考                                 |

改題、新版
- 『月夜に傘をさした話 : 正岡容単行本未収録作品集』（愛蔵版）幻戯書房、2018年。
  - 歿後60年を期して限定出版（800部）。小説と随筆36篇を収載。

## 共編著
- 柳家金語楼 と共著『あぢやらもくれん』聚英閣、1928年
- 柳家金語樓と共著『漫談的なそして餘りに漫談的な人を喰つてる話』田中書房、1930年
- 編著『昭和落語名作選集』協榮出版社、1942年。「第3部 明治大正昭和新作落語略史」の執筆を担当。表紙画は宮尾しげを、はしがきは野村無名庵。

歴史的音源
- 正岡 容 [作詞]、飯田 景應 [編曲]、上原 敏、高山 美枝子、近江 志郎、榎本 健一 [司会]、日本ポリドール管弦楽団『歌は戦線へ（五）』（収録時間 : 03'16"、商品番号 : P-5079、UM001143）ポリドール。国立国会図書館書誌ID:8273757。ジャンルは歌謡曲、流行歌、シャンソン、ジャズソング。